# Zigrasimecia
Zigrasimecia Barden & Grimaldi, 2013 è un genere di formiche estinte della sottofamiglia Sphecomyrminae.

## Descrizione

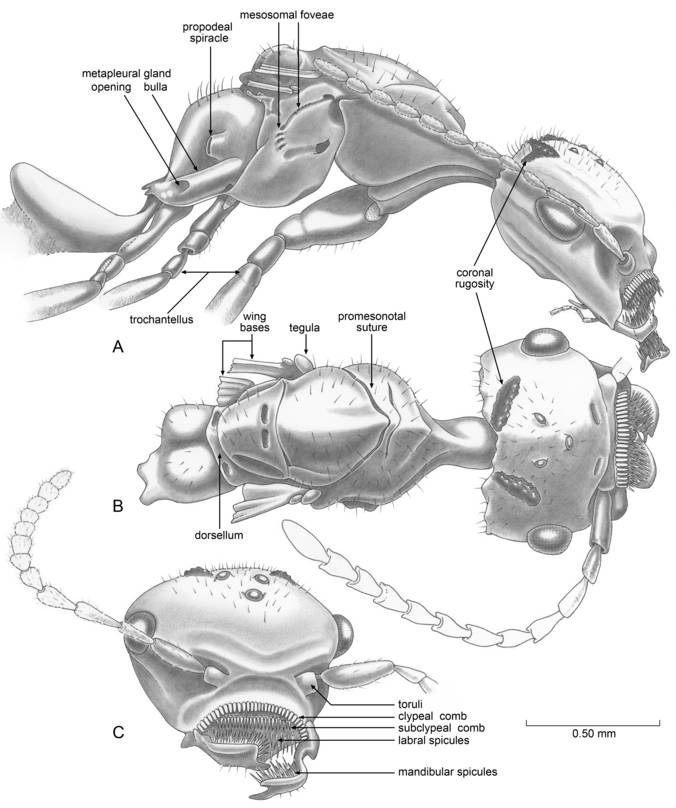
(A) Testa, mesosoma, e peziolo, laterale. (B) Testa e mesosoma, dorsale. (C) Testa, frontale.

## Distribuzione e habitat
Le specie appartenenti a questo genere sono state descritte da campioni di ambra risalenti al Cretaceo trovati in Asia.

## Tassonomia
Il genere è composto da 2 specie:
- Zigrasimecia ferox Perrichot, 2014 †[2]
- Zigrasimecia tonsora Barden & Grimaldi, 2013 †[3]